# Bażant złocisty
Bażant złocisty (Chrysolophus pictus) – gatunek dużego ptaka z rodziny kurowatych (Phasianidae). Występuje w środkowych i południowych Chinach, ale został wprowadzony w Wielkiej Brytanii. Nie wyróżnia się podgatunków.
Komisja Faunistyczna Sekcji Ornitologicznej Polskiego Towarzystwa Zoologicznego wymienia go na liście gatunków stwierdzonych w Polsce, lecz nie zaliczonych do awifauny krajowej (kategoria E w klasyfikacji AERC – pojaw nienaturalny).

## Morfologia
Cechy gatunkuPodobnie jak u innych bażantów – silny dymorfizm płciowy. Dorosły samiec na głowie ma jaskrawożółty czub i szeroki kołnierz, pomarańczowy w czarne paski. Spód ciała i piersi są czerwone, pióra na grzbiecie zielone z ciemną obwódką. Pokrywy skrzydeł są metalicznie niebieskie, plecy i okolice kupra żółte. Samica (kura) ubarwiona skromnie, brązowoszaro.
Wymiary
- Długość ciała:
  - samiec ok. 110 cm, z czego 75 cm przypada na ogon.
  - samica osiąga 65 cm, a 35 cm stanowi ogon.
- Rozpiętość skrzydeł: 65–76 cm.

## Ekologia

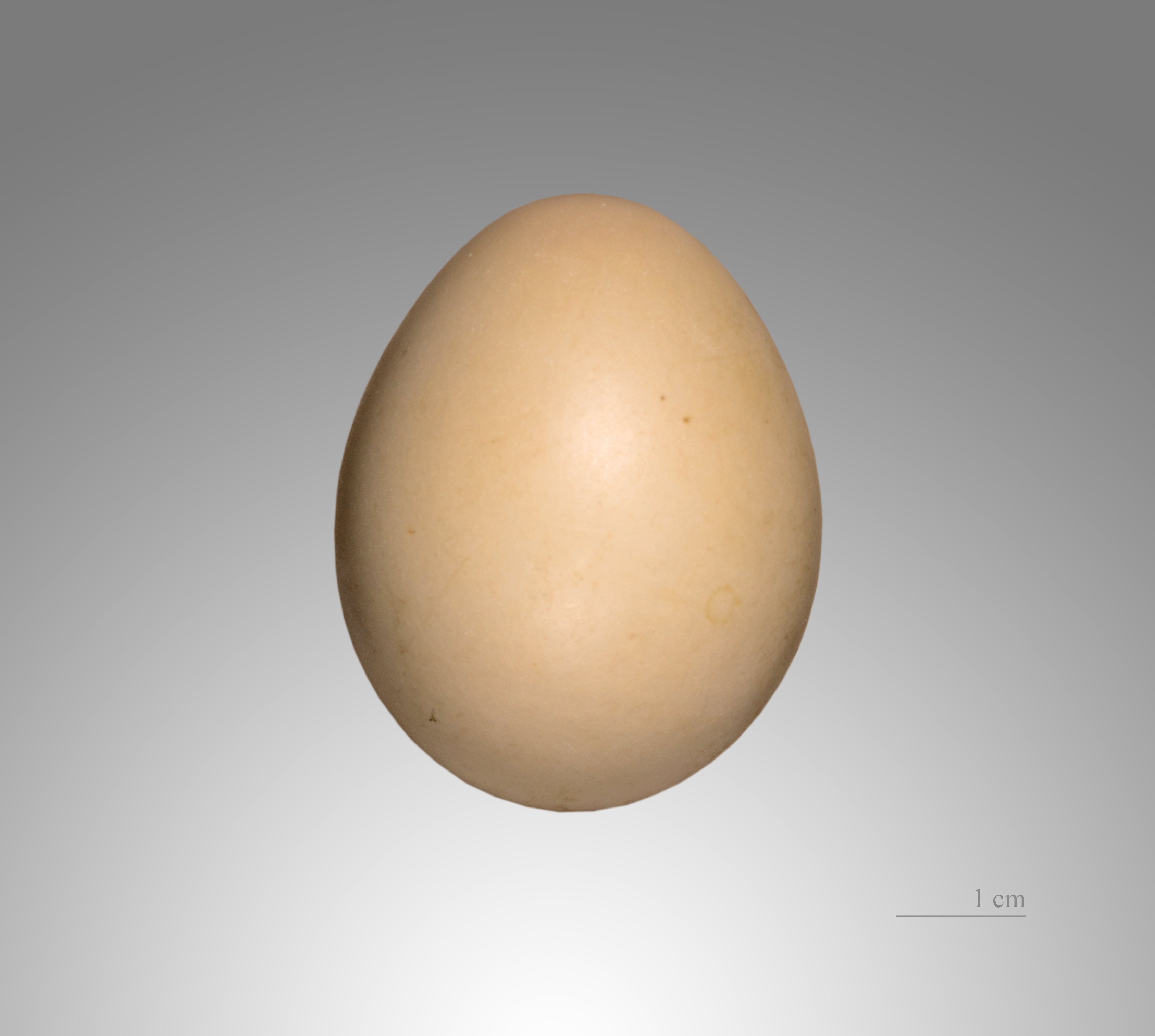
Jajo bażanta złocistego

BiotopLasy górskie i skaliste wzgórza porośnięte gęstymi krzewami oraz bambusem. W Wielkiej Brytanii lasy mieszane z gęstym runem.
ZachowanieBardzo rzadko zrywa się do lotu, spłoszony ucieka piechotą. Jest bardzo skryty.
LęgiKoguty to poligamiści i w okresie lęgowym gromadzą wokół siebie do 8 kur. Samica znosi od 6 do 16 kremowych jaj, które wysiaduje przez 22–23 dni.

## Hodowla
Odmiany barwneJest wiele odmian barwnych bażanta złocistego. Najpopularniejsze z nich to:
- bażant złocisty ciemny (Chrysolophus pictus obscurus)
- bażant złocisty żółty (Chrysolophus pictus luteus)
- bażant złocisty cynamonowy (Chrysolophus pictus infuscatus)